# Bibique
Bibique, de son vrai nom Joseph Tipveau, était un chercheur de trésors de l'île de La Réunion, département d'outre-mer français dans le sud-ouest de l'océan Indien. Né le 16 avril 1934 à Saint Paul et mort le 30 mars 1995 au Tampon, il chercha avec assiduité plusieurs butins, notamment le trésor de La Buse, qu'aurait laissé le pirate Olivier Levasseur.